# 徳川武芸帳 柳生三代の剣
『徳川武芸帳 柳生三代の剣』（とくがわぶげいちょう やぎゅうさんだいのけん）は、1993年1月2日にテレビ東京で放送された12時間超ワイドドラマ（のちの新春ワイド時代劇）である。「三代」とは柳生石舟斎、柳生宗矩、柳生三厳（十兵衛）のことである。主演は九代目松本幸四郎。全六部の全13話。

## 概要
- 第一部 「天下分け目の関ヶ原」
- 第二部 「大坂城悲涙の炎上」
- 第三部 「宇都宮釣天井の陰謀」
- 第四部 「血闘！伊賀上野の仇討」
- 第五部 「伊達、薩摩の陰謀？島原の乱！」
- 第六部 「将軍暗殺!?寛永御前試合」

## スタッフ
- 原作：吉田剛『徳川武芸帳　柳生三代の剣』（角川文庫／1992年12月刊行）
- 制作：岡哲夫（テレビ東京）、櫻井洋三（松竹）
- チーフプロデューサー：江津兵太（テレビ東京）、田中浩三（松竹）
- プロデューサー：網野英夫（テレビ東京）、佐々木淳一、中嶋等（松竹）
- 監督：貞永方久（一・二）、松尾昭典（三・四）、津島勝（四）、奥村正彦（五・六）
- 脚本：吉田剛（一・二、五）、渡辺善則（三）、鈴木生朗（四）、中村勝行（六）
- 音楽：AXISS
- テーマ音楽協力：テレビ東京ミュージック
- 協力：柳生新陰流第二十一世宗家　柳生延春厳道
- 制作協力：京都映画株式会社
- 製作：テレビ東京、松竹株式会社

### 制作スタッフ
- 撮影：藤原三郎
- 照明：林利夫
- 美術：太田誠一
- 録音：田中重綱
- 編集：園井弘一
- 調音：鈴木信一
- 殺陣：谷明憲
- 装飾：中込秀志
- 助監督：酒井信行
- スチール：牧野譲
- 演技事務：安藤仁一朗
- 記録：竹内美年子
- 広報担当：島田政明（テレビ東京）
- プロデューサー補：鈴木一巳（テレビ東京）、堀口貴子（松竹）
- 制作進行：阿曽芳則
- 制作主任：高坂光幸
- 小道具：高津商会
- 衣装：松竹衣装
- 結髪：八木かつら
- 装着：新鋭美術工芸
- 現像：ＩＭＡＧＩＣＡ
- ロケ協力：光明寺 、芳徳寺 、大覚寺 、二条城 、姫路城 、大本山 随心院 、御室 仁和寺 、彦根城 、彦根城博物館 、
- 協力：エクラン演技集団 、ジャパンアクションクラブ

### 主題歌
- 武田鉄矢「硬派」　ポリドール
  - 作詞 - 武田鉄矢 / 作曲 - 都志見隆 /編曲 - 川村栄二

## キャスト
- 柳生宗矩：玉置篤規→松本幸四郎
- 柳生石舟斎宗厳：平幹二朗
- 柳生十兵衛三厳：小野隆→村上弘明
- 風魔のお藤：黒木瞳
- 下柘植の木猿：小橋賢児→西川のりお
- 春桃御前：有馬稲子
- 柳生新次郎厳勝：大和田伸也
- 柳生忠次郎利厳：羽賀研二→中山仁（兵庫助）
- りよ（宗矩の正室）：岡本舞
- 柳生左門友矩：吉本修平→甲斐道夫
- 柳生又十郎宗冬：細見勇樹（主膳）→真壁晋吾
- お早（柳生の里の庄屋の娘）：喜多嶋舞
- 与五郎（お早の許婚）：嶋大輔
- 徳川家康：津川雅彦[1]
- 徳川秀忠：蟹江敬三
- 徳川家光：堤大二郎
- 越前中納言秀康：松田重治
- 出雲の阿国：吉本真由美
- お江の方：范文雀
- 春日局：浅利香津代
- 駿河大納言忠長：若山騏一郎
- お滝の方（忠長の側室）：栗田陽子
- 鳥居土佐守（忠長の附家老）：原口剛
- 豊臣秀頼：石野太呂字、西園寺章雄（中年）
- 淀殿：波乃久里子
- 千姫：小川敦子
- 島左近：高橋悦史
- 石田三成：真田実
- 加藤肥後守清正：芦田伸介
- 加藤侍従忠広：武井三二
- 福島正則：山本弘
- 浅野幸長：柳原久仁夫
- 松平伊豆守信綱：勝部演之
- 本多正純：高松英郎
- 村井伊平（本多家用人）：田中弘史
- 神子上忠明：西岡徳馬
- 伊藤一刀斎：穂高稔
- 小野善鬼：椎谷建治
- 平岩親吉：大林丈史
- 服部石見守正就：中嶋俊一
- 土井利勝：原田清人
- 坂崎出羽守成政：小野武彦
- 織田信長：白井滋郎
- 佐々木小次郎：吉見謙一
- 小笛：七瀬なつみ
- 荒木又右衛門：田村亮
- みね（又右衛門の妻）：宮崎淑子
- 渡辺数馬：草川祐馬
- 渡辺源太夫：土井健守
- 岩本孫右衛門：松田明
- 川合武右衛門：床尾賢一
- 安藤四郎右衛門：：亀石征一郎
- 池田宮内少輔忠雄：辰巳琢郎
- 荒尾志摩：和崎俊哉
- 河合又五郎：徳江一裕
- 河合甚左衛門：関根大学
- 河合半左衛門：出水憲
- 桜井半兵衛：森章二
- イルマン寿安：寺田農
- お春：森口瑤子
- 伊達政宗：夏八木勲
- 松林蝙也斎：堀田真三
- 支倉常道：大竹修造
- 益田四郎時貞：真矢武
- 森宗意：西田健
- 板倉内膳正重昌：田畑猛雄
- 中城王子朝益：沖田浩之
- 花莟：若林志穂
- 島津家久：長門裕之
- 島津光久：安藤一夫
- 伊勢貞昌：中野誠也
- 東郷重位：橋本功

- 大久保彦左衛門忠教：藤田まこと
- 一心太助：坂東八十助
- 新八：山内としお
- 宮本武蔵：名高達郎
- ナレーター：柳生博